# Abraham de Wicquefort
Abraham van Wickevoort of Wicquefort (Amsterdam, 24 december 1606 – Celle, 23 februari 1682) was een Nederlandse diplomaat, in dienst van Georg Willem van Brandenburg, nieuwsagent en historiograaf. Hij bewoog zich op het gebied van illegale nieuwsvoorziening en werd daarvoor twee keer veroordeeld. Wickefort zat opgesloten in de Bastille en de Gevangenpoort.

## Biografie
Abraham was de zoon van de Antwerpse koopman Caspar van Wickevoort en Catharina Rendorp die zich in 1603 in de Warmoesstraat hadden gevestigd. In 1621 werd hij student filosofie in Leiden en studeerde vijf jaar later af. Abraham begaf zich naar Parijs om zich op de staatkunde toe te leggen en schreef nieuwsbrieven aan stadhouder Frederik Hendrik. Zijn talenten, die niet gering waren, brachten hem in contact met de keurvorst van Mark Brandenburg, die hem in 1626 tot zijn resident aan het Franse hof van Lodewijk XIII van Frankrijk benoemde. Gedurende 32 jaren was hij als zodanig werkzaam, was aanwezig bij de besprekingen over de Vrede van Westfalen en beschreef La Fronde onder leiding van de Prins van Condé, totdat hij in ongenade viel van Mazarin. Van Wickevoort stond in contact met Lieuwe van Aitzema, die een internationale nieuwsvoorziening had opgezet.
De kardinaal beschuldigde Van Wickevoort dat hij geheime berichten omtrent zijn vijf nichten, in het bijzonder omtrent de minnaressen van Lodewijk XIV, naar Holland overgebriefd had. Van Wickevoort beschuldigde Willem Boreel, sinds 1650 ambassadeur in Parijs, een onderhoud met Mazarin, die een oorlog met Spanje wilde voortzetten, verzonnen te hebben. Van Wickevoort vroeg en verkreeg zijn overplaatsing (1658), maar Mazarin deed hem, met verachting van het volkenrecht, in de Bastille werpen en liet hem een jaar later, op voorspraak van de Brandenburgse gezant naar Calais brengen. Drie maanden later riep de kardinaal hem terug en beloofde hem een jaarwedde van 1.000 kronen , die hem uitbetaald werden tot de Hollandse Oorlog tussen Lodewijk XIV en de Staten-Generaal der Nederlanden uitbrak. Hij vertrok via Calais naar Engeland en van daar naar Den Haag, waar hij een machtige beschermer vond in de raadpensionaris Johan de Witt, met wie hij gedurende zijn verblijf te Parijs briefwisseling gehouden had en die hem in 1662 tot geschiedschrijver van Holland benoemde. De Wicquefort had daardoor toegang tot alle vertrouwelijke stukken.
In 1665 werd hij door Jan Casimir, koning van Polen, onder voorbehoud tot resident in Den Haag benoemd.  Ook Rudolf August van Brunswijk-Wolfenbüttel stelde hem aan. Mogelijk was Wicquefort actief bij de Triple Alliantie (1668), want de Staten-generaal benoemden hem tot vertaler van buitenlandse stukken (1669).

### Den Haag
Beschuldigd van een verstandhouding met Hugues de Lionne, een geheime briefwisseling ten behoeve van Engeland met Joseph Williamson, en met de Zweedse rijkskanselier Magnus Gabriel de la Gardie werd hij de 20e maart 1675, op initiatief van stadhouder Willem III, door de Staten van Holland in de Gevangenpoort gevangengezet, evenals Pieter de Groot.  Hij werd 36 maal verhoord.  Wicquefort werd op de pijnbank gelegd, bleef bij zijn verklaring, en is terug naar zijn kamer gebracht. Wicquefort werd veroordeeld tot levenslang met verbeurdverklaring van zijn goederen en er is een aparte kamer voor hem op zolder getimmerd.
Zijn zoon verschafte zich een afschrift van het vonnis, liet het in Duitsland - met zijn aanmerkingen - drukken en zond het naar de gevolmachtigden tot de vrede van Nijmegen, met verzoek zijn vader te verdedigen en hem uit de gevangenis te doen ontslaan. Dit had geen gevolg. Zijn dochter mocht tegen betaling af en toe bij hem logeren.
De 11e februari 1679, na vier jaar gevangenschap, ontsnapte hij uit de Gevangenpoort met hulp van Jannetje van Egeren, de dienstmeid van de cipier. Wicquefort reed met een wagen naar Leiden, van daar naar Utrecht en voorts over Arnhem en Nijmegen naar Celle, waar hij tot raad van Ernst August van Brunswijk-Lüneburg werd aangesteld. Van Wickevoort zette zich aan het schrijven van zijn Mémoires, en L'ambassadeur et ses fonctions, een boek dat in Engelse vertaling veel invloed op 18e-eeuwse diplomaten uitoefende. Drie koffers met correspondentie en aantekeningen waren hem teruggegeven. Zijn boeken kwamen terecht in de hofbibliotheek van Celle.

## Werken
Onder meer
- 1656: (vertaling door Wicquefort) Rélation du Voyage de Moscovie, Tartarie et de Perse, fait à l'occasion d'une Ambassade, envoyée au Grand-Duc de Moscovie et au Roy de Perse par le Duc de Holstein, depuis l'an 1633 jusques en l'an 1639. Traduite de l'Allemand du Sieur Olearius, sécrétaire de la dite Ambassade par L.B.D.B. (le resident de Brandenbourg). Paris 1656. 4o. En trois parties. It. in 6 boeken, augmentée de plus d'un tiers, particulièrement d'une 2de partie contenant le Voyage de Jean-Albert de Mandeslo, aux Indes Orientales etc. Paris 1659, 2 vol. 4o. Ibid. 1666, 2 vol. 4o.

It. met den titel: Voyages célébres et remarquables, faits de Perse aux Indes Orientales par le Sieur Jean Albert de Mandeslo, Gentilhomme des Ambassadeurs du Duc de Holstein en Moscovie et Perse. Contenant une Description nouvelle et très-curieuse de l'Indostan, de l'Empire du Grand Mogol, des Iles et Presqu'iles de l'Orient, des Royaumes de Siam, de Japon, de la Chine, de Congo etc. Mis et ordre et publié après la mort de l'Illustre Voyageur, par le Sieur Adam Olearius, Bibliothécaire du Duc (Frederic) de Holstein, (Gottorp) et Mathematicien de sa cour. Traduits de l'original par le Sieur A. de Wicquefort, Conseillier des conseils d'État et Privè du Duc de Brunswic et Luneburg Zell, etc. Resident 180 de l'Electeur de Brandenbourg. Nouvelle édition révue et corrigé etc. Leyde 1719 2 vol. fol. Amst. 1727. 2 vol. fol.
- 1658: Discours Historique de l'Election de l'Empereur, et des Electeurs de l'Empire, par le Résident de Brandenbourg. Paris 1658. Rouen 1711. 12o. Ook in eenige uitgave van l'Ambassadeur.
- 1660: 
  - Relation en Forme de Journal du Voyage et sejour que ... Charles II. Roy de la Grand Bretagne &c. A fait en Hollande, depuis le 25 May, jusques au 2 Juin 1660, Adriaen Vlacq, 1660[14]
  - Verhael in forme van journael, van de reys ende 't vertoeven van (...) Carel de II koning van Groot Britannien, &c. welcke hy in Hollandt gedaen heeft, Adriaen Vlacq, Den Haag 1660.[15]
- 1663
  - (vertaling door Wicquefort) Thuanus restitutus, sive sylloge locorum variorum in Historiâ Jacobi Thuani desideratorum. Item Francis. Augusti et Guicciardini Paralipomena, quae in ipsius Historiarum libris III, IV et V non leguntur: Latinè, Italicè et Gallicè edita. Amst. 1663. 12o.
  - (vertaling door Wicquefort) Rélation du Voyage de Perse et des Indes Orientales, fait en 1626 et 1627, traduite de l'Anglois de Thomas Herbert, par M. de Wicquefort, avec une Rélation des Révolutions arrivées au Royaume de Siam en 1647, traduite du Flamand de Jérémic van Vliet. Parn. 1663. 4o.
- 1667: (vertaling door Wicquefort) L'Ambassade de Dom. Garcias de Silva Figueroa en Perse, contenant la Politique de ce grand Empire, les moeurs du Roy Scha-Abbus, et une Rélation exacte de tous les lieux de Perse et des Indes, ou cet Ambassadeur a été l'espace de huit années qu'il y a demeuré. Traduite de l'Espagnol par A. de Wicquefort. Paris 1667. 4o.
- 1673: Advis fidelle aux veritables Hollandais. Touchant ce qui s'est passé dans les Villages de Bodegrave & Swammerdam & les cruautés inouïes que les Français y ont exercées, 1673, La Haye, Jean et Daniel Steucke. Afbeeldingen op Wikimedia Commons.
- 1674: 
  - Journael, of dagelijcksch verhael van de handel der Franschen in de steden van Uytrecht en Woerden, sedert hun koomst daer binnen, tot aan hun vertrek: daer in hun gruwelijcke wreetheyt en tyrannie, in dese twee plaetsen, gelijck oock in verscheyde andere, T'Amsterdam : by Jan Claesz. ten Hoorn, Amsterdam 1674.[16][17]
  - Getrouw advys aen de oprechte Hollanders; rakende hetgeen gepasseert is in de dorpen van Bodegrave en Swammerdam, en de ongehoorde wreedtheden, die de Fransen aldaer gepleeght hebben; met een memorie van den koning van Vranckrijck door Brabant en Vlaanderen, 317 pagina's.[18] Pdf op Wikimedia Commons
- 1677: Mémoires touchant les Ambassadeurs et les Ministres public par L.M.P. (le Ministre Prisonnier), Cologne (Holl.) 1677 12o. De Galandi trachtte deze Mémoires te weerleggen in een brochure, getiteld: Réflexions sur les Mémoires pour les Ambassadeurs, et réponse au Ministre Prisonnier, avec d'exemples curieux et d'importantes recherches. Ville-Franche 1677. 12o.
- 1682: L'Ambassadeur, ses fonctions. La Haye 1682. 2 vol. 4o. Avec les Réflexions sur les Mémoires pour les Ambassadeurs, et la Réponse au Ministre Prisonnier, et le Discours Historique de l'Election de l'Empereur et des Electeurs de l'Empire. Cologne (Holl.) 1690. 2 vol. 4o. It. met dezelve stukken. Cologne (France) 1715. 2 vol. 4o. vertaald, doch zeer slecht in het Hoogduits door Jan Leonard Sauter, doctor in de regten. Leipzig 1682. 4o., in het Engels door Digby. Lond. 1716. fol.
- 1719: L'Histoire des Provinces-Unies des Pays-Bas, depuis le parfait établissement de cet État, par la Paix de Munster. T. I. La Haye 1719. fol.
- 1746: Mémoires sur le Rang et la Preséance entre les Souverains de l'Europe. Amst. 1746. 4o. A. de Wicquefort, Mémoires sur la guerre faite aux Provinces-Unies de l'année 1672, edités par J. Grothe.